# Laura Laurencich Minelli
Laura Laurencich Minelli (Bologna, 1932 – Bologna, 8 aprile 2018) è stata un'archeologa, scrittrice e antropologa italiana, che fu Professore Associato di Discipline Demoetnoantropologiche presso l'università di Bologna dove fu insegnante tra il 1973 e il 2005. Nata Laura Laurencich, si sposò con Luigi Carlo Minelli, agronomo tropicalista, da cui ebbe tre figli . Svolse ricerche archeologiche, etnostoriche ed etnografiche nel sud della Costa Rica (1960-1973), e nel sito di Barra Honda (1979-1980).
Negli anni successivi fu direttrice di altri progetti di ricerca dell'università di Bologna, tra i quali quello nell'arcipelago di Solentiname, Nicaragua (1994-2000), nella valle del Chacas, Perù (1996-2003), e nella valle del Takesi, Bolivia (2001-2005). Oltre a una intensa attività sul campo, ha compiuto intensi studi di carattere etnostorico, tra cui quelli dedicati all'ambito gesuita nel Perù del XVII secolo, e museale. Tra il 1984 e il 2005 fu direttrice del Corpus Antiquitatum Americanensium dell'Unione Accademica Internazionale. Nella sua carriera ha pubblicato oltre 250 tra libri e articoli ed è stata curatrice di diverse mostre.

## Biografia
Nacque a Bologna nel 1932. Giovane promessa dell'atletica leggera, nel 1955 si laureò con lode in Preistoria presso la facoltà di Scienze dell'università di Bologna. Nel 1957 vinse la borsa di studio dell'Accademia nazionale delle scienze per gli studi europei di scienze americanistiche.  Tra il 1959 e il 1964 visse in Costa Rica dove lavorò come archeologo e antropologo presso i locali Museo Nazionale e università. Nel 1963 vinse la borsa di studio del Centro Nazionale delle Ricerche (CNR) per lo studio delle lingue indigene americane all'università di Innsbruck e nel 1964 vinse la borsa di studio del CNR per la museografia americana presso il Museo Etnografico di Göteborg, in Svezia.
Rientrata in Italia, nel 1965 ebbe il primo incarico accademico come primo assistente in antropologia dell'università di Bologna, ricoprendolo fino al 1973, anno in cui divenne professore incaricato di Storia e civiltà precolombiane presso la facoltà di lettere, e poi, dal 1986 al 2005, quando si ritirò per raggiunti limiti di età, fu professore titolare della cattedra di Storia e civiltà precolombiane. 
Tra il 1992 e il 2005 fu membro della "Society of Doctorate Society, Regality and Priesthood" dell'università di Bologna, con sede a Ravenna, e nel periodo 1995-2000 professore di etnologia presso la facoltà di Conservazione dei beni culturali dell'università di Bologna (con sede a Ravenna), dal 2005 alla data della sua morte fu direttrice della ricerca scientifica dell'università di Bologna.
Nel corso della sua carriera professionale ha ricoperto numerosi incarichi professionali: tra il 1966 e il 1973, direttore della missione archeologica del Ministero degli Esteri italiano nella regione meridionale della Costa Rica; tra il 1979 e il 1980, direttore della missione UNESCO presso il sito archeologico di Barra Honda, penisola di Nicoya, Costa Rica; dal 1980, membro onorario del Museo Nazionale della Costa Rica; dal 1984 diresse la sezione italiana del Corpus Antiquitatum Americanensium; dal 1984 fu membro attivo della UAI - Unione delle Accademie delle Scienze Internazionali; tra il 1994 e il 2000 responsabile scientifico del progetto archeologico dell'Unione europea "L'arcipelago eco museo del Solentiname" in Nicaragua; tra il 1996 e il 2001 direttore e responsabile per la ricerca archeologica dell'"Eco museo Valle de Chacas" a Ancash, in Perù, dell'università di Bologna; dal 2001 al 2018 fu direttore è responsabile scientifico dell'indagine archeo-antropologica nella valle del Takesi, in Bolivia, finanziato dell'università di Bologna e dal Ministero degli Esteri italiano. Si spense a Bologna l'8 aprile 2018.

### I codici Miccinelli
A partire dal 1994 lavorò sui codici ereditati dalla nobildonna Clara Miccinelli, di Napoli, redatti da due gesuiti all'inizio del 1600. Si trattava di Exsul Immeritus Blas Valera Populo Suo, del meticcio Blas Valera,  e Historia et Rudimenta Linguae Piruanorum degli italiani Anello Oliva e Antonio Cumis, su cui compì studi approfonditi per arrivare alla decifrazione dei quipu incas.

## Pubblicazioni

### Libri
- Introduction to the study of cretaceous Ostracoda, con Henry Van Wagenen Howe, Louisiana State University Press, Baton Rougem 1958.
- Messico precolombiano. Testimonianze per un'indagine archeologica e storica ,  Società Editrice Esculapio, Bologna, 1983.
- Il sito di Barra Honda. Ua apporto alla storia e alla cultura precolombiana della Nicoya (Costa Rica), tipografia Lorenzini, Bologna, 1983.
- Antichi Tessuti Peruviani: Tecniche, Disegni e Simboli, Electa, Milano, 1984.
- Un "giornale" del Cinquecento sulla scoperta dell'America: il Manoscritto di Ferrara, Cisalpino-Goliardica, Milano, 1985.[3]
- The Olmec. Mother Culture of Mesoamerica, New York, 1989.
- Calendario e rituali precolombiani Codice Cospi, Jaka Book, Milano, 1992.
- America precolombiana: schede ed appunti, Società Editrice Esculapio, Bologna, 1992.
- Bologna e il mondo nuovo, Grafis, Bologna, 1992.[3]
- Indiani delle grandi pianure nella raccolta di Antonio Spagni, Cataloghi dei Civici musei di Reggio nell'Emilia, Reggio Emilia, 1992.[3]
- La donna maya, CUSL, Bologna, 1993.
- La scrittura dell'antico Perù. Un mondo da scoprire, CLUEB Editore, Bologna, 1996.
- Prehistory of the Americas, con Thomas R. Hester, Sandro Salvadori, ABACO, Forlì, 1996
- La storia della cioccolata: l'America precolombiana e coloniale attraverso il cacao, Esculapio, Bologna, 1997.
- The Inca World the development of pre-Columbian Peru, A.D. 1000-1534, University of Oklahoma Press, Norman, 2000.
- Il linguaggio dei numeri e dei fili nel mondo degli inca: una nota, Società Editrice Esculapio, Bologna, 2000.
- Il linguaggio magico-religioso dei numeri, dei fili e della musica presso gli Inca, Società Editrice Esculapio, Bologna, 2001.
- El silencio protagonista el primer siglo jesuita en el Virreinato del Perú, 1567-1667, atti del simposio, con Paulina Numhauser, Abya Yala, Quito, 2004.
- Presentazione dei documenti Miccinelli, CLUEB Editore, Bologna, 2005.
- Sublevando el Virreinato, documentos contestatarios a la historiografía tradicional del Perú colonial,  con Paulina Numhauser, Ediciones Abya-Yala, Quito, 2007.
- Exsul Immeritus Blas Valera Populo Suo e Historia et Rudimenta Linguae Piruanorum. Indios. Gesuiti e spagnoli in due documenti segreti sul Perù del XVII secolo, Bologna, Clueb, 2007.

### Cataloghi
- Terrecotte del Perù Precolombiano, Comune di Milano - Ripartizione Cultura e Spettacolo, Milano, 1984.
- Museo d'arti applicate. Raccolta precolombiana, con Antonio Aimi, Electa, Milano, 1991.
- Terra Ameriga il Mondo Nuovo nelle collezioni emiliano-romagnole, Grafis, Bologna, 1992.
- Tesori dalle Ande miti e realtà dall'antico Perú, Ecuador, Colombia,  Centro Europeo mostre, La Spezia, 1993.
- La scrittura dell'antico Perù un mondo da scoprire, CLUEB, Bologna, 1996.

### Collaborazioni a opere collettive
- Blas Valera defensor de los indios, in Estrategias de poder en América Latina: Estratègies de poder a Amèrica Llatina, a cura di Pilar García Jordán, Universitat de Barcelona, Barcelona, 2000, ISBN 84-475-2447-7, pag. 455-478.
- Le Culture del Mondo Nuovo, in Il teatro della natura di Ulisse Aldrovandi, a cura di Raffaela Simili, Editrice Compositori, Bologna, 2001, pag.90-94.
- Nuevas perspectivas sobre los quipu y los tocapu inca: los números sagrados, in XXVI Congreso Internacional de Americanística=Convegno Internazionale di Amerinanistica,  Centro Studi Americanistici "Circolo Amerindiano", Perugia,  2004, ISBN 88-8234-367-7, pag. 93-106.
- Il ragno nelle antiche culture andine: un tratteggio, in XXVII Congreso Internacional de Americanística=Convegno Internazionale di Amerinanistica, Centro Studi Americanistici "Circolo Amerindiano", Perugia, 2005, ISBN 88-8234-366-9, pag. 45-56.
- Dos documentos jesuíticos silenciados: los documentos Miccinelli, in Escrituras silenciadas en la época de Cervantes a cura di Manuel Casado Arboniés, Universidad de Alcalá, Madrid, 2006, ISBN 84-8138-708-8, pag. 165-196.
- Una curiosa "reducción" gesuítica/inca nella Provincia Peruviana: utopia e realtà, in XXIX Convegno Internazionale di Americanistica, Centro Studi Americanistici "Circolo Amerindiano", Perugia, 2007, ISBN 978-88-903490-2-7, pag. 375-388.
- Comentario a "Variantes del sistema de quipus silábicos en los documentos de Nápoles" de Davide Domenici, in Escrituras silenciadas: historia, memoria y procesos culturales: homenaje a José Francisco de La Peña, a cura di Manuel Casado Arboniés, Universidad de Alcalá, Madrid, 2010, ISBN 978-84-8138-864-0, pag. 277-312.
- Dualismo y género en el proyecto de un curioso "reino" neo-inca cristiano en el ámbito del Virreino del Perú, in Temas americanistas: historia y diversidad cultural, a cura di Sandra Olivero Guidobono, José Luis Caño Ortigosa, Universitad de Sevilla, Sevilla, 2015, ISBN 978-84-472-1604-8, pag. 667-678.

### Articoli
- Pelagio Palagi, un americanista italiano del secolo XIX, Associazione italiana studi americanistici, Perugia, 1974
- Dispersione e recupero della collezione Cospi, Deputazione di storia patria, 1983.
- La lettera e la carta geografica di Zuan Rames: un documento trascurato del Codice Alberico sulla conquista del Messico, con Cristina Mantovani, in Bollettino della Società geografica italiana n. 1, Società geografica italiana, Roma, gennaio-marzo 1995.
- Historia et Rudimenta Linguae Piruanorum ¿un estorbo o un acontecimiento?, in Anthropologica, Vol.16, Nº.16, Pontificia Universidad Católica del Perú, Lima, 1998, pag. 349-367.
- La "culpa" del cronista peruano P. Blas Valera, in Anales del Museo de América Nº.7, Ministerio de Cultura, Madrid, 1999, pag. 95-109.
- Un complemento a la polémica sobre Guamán Poma de Ayala, in Anthropologica, Vol. 17, Nº.17, Pontificia Universidad Católica del Perú, Lima, 1999, pag. 422-427.
- Breve reseña de los documentos Miccinelli en el ámbito del simposio: "Guamán Poma de Ayala y Blas Valera. Tradición andina e historia colonial", in Espéculo: Revista de Estudios Literarios Nº.16, Universidad Complutense de Madrid, Madrid, 2000-2001.
- Un documento polémico sobre la evangelización del Perú, con Clara Miccinelli, Margherita Vitali, in Boletín americanista Nº. 51, Revistas Científicas de la Universitat de Barcelona (RCUB), Barcelona, 2001, pag.183-207.
- ¿La conquista del Perú con el veneno?: La inquietante denuncia del conquistador Francisco de Chaves a su Majestad el Rey (Cajamarca 5 de agosto 1533), in Espéculo: Revista de Estudios Literarios Nº.22, Universidad Complutense de Madrid, Madrid, 2002.
- Las actas del coloquio "Guaman Poma y Blas Valera. Tradición Andina e Historia Colonial": nuevas pistas de investigación. Una nota. in Espéculo: Revista de Estudios Literarios Nº.20, Universidad Complutense de Madrid, Madrid, 2002.
- Nuevas perspectivas sobre los fundamentos ideológicos del Tahuantinsuyu: lo sagrado en el mundo Inca de acuerdo a dos documentos jesuíticos secretos, in Espéculo: Revista de Estudios Literarios Nº.25, Universidad Complutense de Madrid, Madrid, 2003.
- El curioso concepto de "cero concreto" mosamericano y andino y la lógica de los dioses: Números incas: una nota, in Espéculo: Revista de Estudios Literarios Nº.27, Universidad Complutense de Madrid, Madrid, 2004.
- Perú: La otra versión de la conquista, con Paulina Numhauser, in Historia y vida Nº.437, Prisma Publicaciones 2002, S.L., Barcelona, 2004, pag. 80-88.
- Los textiles precolombinos desde las cinco Jornadas de Barcelona / Pre-columbian textiles from the five international workshops of Barcelona (1999-2010), in Datatèxtil Nº.27, Circuit de Museus Tèxtils i de Moda a Catalunya, Barcelona, 2012, pag. 78-87.
- Domingo de Betanzos' Gifts to Pope Clement VII in 1532-1533: Tracking the Early History of Some Mexican Objects and Codices in Italy, con Davide Domenici, in Estudios de cultura Náhuatl Nº.47, Instituto de Investigaciones Históricas de la Universidad Nacional Autónoma de México, Ciudad de México, 2014, pag. 169-209.
- La escritura de los Incas a la luz de dos documentos jesuíticos recién descubiertos, in IHS: Antiguos Jesuitas en Iberoamérica, Vol. 4, Nº.1, Centro de Investigaciones y Estudios sobre Cultura y Sociedad (CIECS) - Consejo Nacional de Investigaciones Científicas y Técnicas (CONICET) - Universidad Nacional de Córdoba (UNC), Córdoba, enero/junio 2016, pag. 68-90.

### Annotazioni
1. ↑  Presso l'Istituto di Antropologia.
2. ↑  Organizzò e diresse numerosi congressi e tavole rotonde nazionali e internazionali in Italia e all'estero, inoltre organizzando numerose mostre in Italia e all'estero con l'intento di sensibilizzare al patrimonio italo-americano ed incoraggiare l'interesse per le culture dell'America indigena.

### Fonti
1. 1 2 3 4 5 6 7 8 9  MIC Faenza.
2. 1 2 3 4 5 6  Reda 2018, p. 2.
3. 1 2 3  Horodowich, Markey 2017, p. 15.

### Periodici
- Vincenzo Reda, Perù precolombiano una grave perdita, in Archeologia Viva, n. 192, Firenze, Giunti Editore S.p.A., novembre-dicembre 2018,  p. 2.
- (ES) Laura Laurencich Minelli, Alberto Minelli e Carolina Orsini, Una ciudadela estilo Recuay en el valle de Chacas (Perú): el sitio Pinchay-Riway. Una nota preliminar, in Journal de la société des américanistes, vol. 87, 2001,  pp. 325-338.